# Tanggeran (Tonjong)
Tanggeran is een bestuurslaag in het regentschap Brebes van de provincie Midden-Java, Indonesië. Tanggeran telt 3495 inwoners (volkstelling 2010).